# Близнино (Ковровский район)
Близнино — деревня в Ковровском районе Владимирской области России, входит в состав Клязьминского сельского поселения.

## География
Деревня расположена в 2 км на северо-восток от центра поселения села Клязьминский Городок и в 17 км на северо-восток от райцентра города Ковров на автодороге 17К-5 Ковров — Мстёра.

## История
В конце XIX — начале XX века деревня входила в состав Санниковской волости Ковровского уезда, с 1926 года — в составе Осиповской волости. В 1859 году в деревне числилось 8 дворов, в 1905 году — 9 дворов, в 1926 году — 16 дворов.
С 1929 года деревня входила в состав Клязьмо-Городецкого сельсовета Ковровского района, с 1940 года — в составе Репниковского сельсовета, с 1954 года — в составе Санниковского сельсовета, с 2005 года — в составе Клязьминского сельского поселения.

## Население
| 1859 | 1905 | 1926 | 2002 | 2010 | 2021 |
| ---- | ---- | ---- | ---- | ---- | ---- |
| 92   | ↘58  | ↗69  | ↘21  | ↘18  | ↗19  |